# Blue Screen of Death

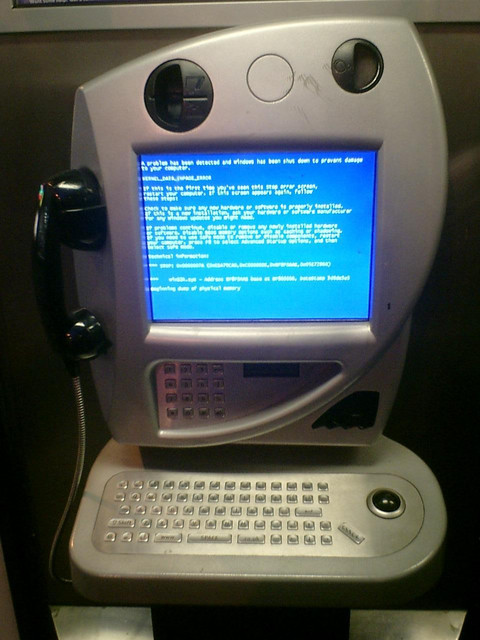
Un telefon public a înregistrat o eroare şi afişează BSoD.

Blue Screen of Death (în traducere Ecranul Albastru al Morții), pe scurt BSoD, este un mesaj de eroare afișat de diferite sisteme de operare, mai ales în Microsoft Windows, la întâlnirea unei erori de sistem critice. Ecranele Albastre pot fi cauzate și de drivere incompetent programate, memorie defectă, un registru corupt sau niște DLL-uri incompatibile. Ecranele Albastre au fost prezente încă din cele mai vechi versiuni de Windows (începând cu Windows 3.1); alte sisteme de operare, precum OS/2 sau MS-DOS, prezintă un Ecran Negru al Morții, iar unele versiuni de testare ale Windows Vista afișau un Ecran Roșu al Morții în cazul unei erori de inițializare.

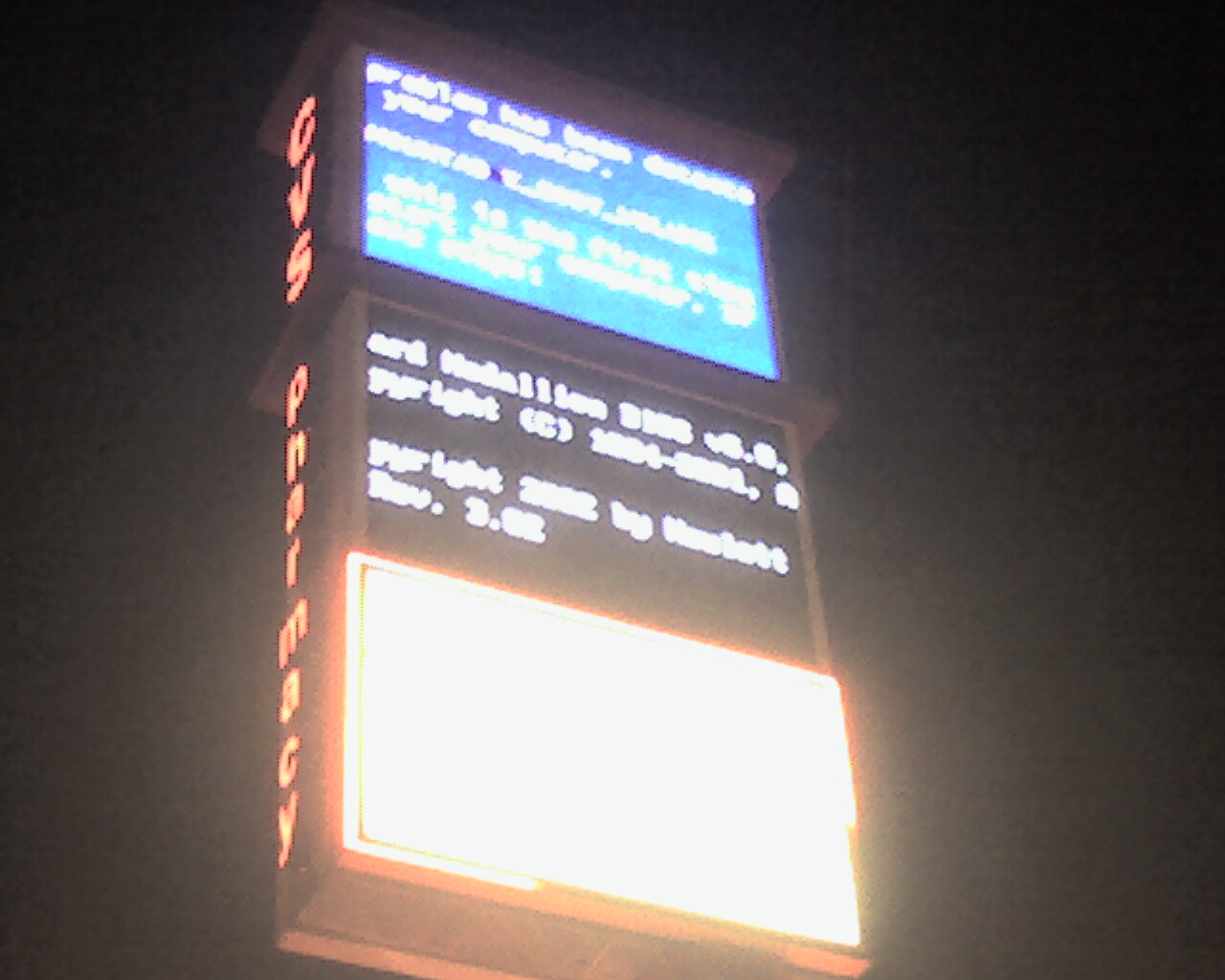
Un BSoD uriaş este afişat parţial deasupra unei farmacii din Las Vegas.

## Tipuri de BSOD

### Windows NT
În Windows NT, Windows 2000, Windows XP, Windows Server 2003 și Windows Vista, Ecranul Albastru al Morții își face apariția când kernel-ul sau un driver ce lucrează în modul kernel întâmpină o eroare din care nu se mai poate reveni la o stare consistență. De obicei are loc atunci când o acțiune nepermisă este efectuată. Singura soluție sigură pentru sistemul de operare este repornirea computerului. Ca rezultat, datele pot fi pierdute, datorită faptului că utilizatorilor nu li se dă ocazia să își salveze datele care nu au fost deja salvate pe hard-disk.
Ecranele Albastre sunt cunoscute ca "Stop errors" în documentația Windows Resource Kit. Textul din ecranul de eroare conține atât codul erorii cât și numele său simbolic (de exemplu, "0x0000001E, KMODE_EXCEPTION_NOT_HANDLED"), împreună cu patru valori încadrate în paranteze depinzând de eroare. Acestea îi ajută pe ingineri să repare problema apărută în program. Depinzând de codul erorii, mesajul poate afișa adresa unde a avut loc eroarea, uneori driverul încărcat la acea adresă. În Windows NT și 2000, cea de-a doua și a treia secțiune a ecranului pot conține informații despre toate driverele încărcate și, respectiv, întregul conținut al segmentului stivei. Informațiile despre drivere sunt afișate în trei coloane: prima conține adresa de bază a driver-ului, a doua 
conține data de creare a driver-ului, iar a treia - numele driver-ului.

În mod implicit, când are loc un BSoD, Windows va crea un fișier cu conținutul memoriei. În funcție de versiunea sistemului de operare, formatul de fișier poate varia de la un "minidump" de doar 64 KB până la un "complete dump", care conține efectiv o copie a întregului conținut al memoriei (RAM) fizice. Acest fișier poate fi depanat mai târziu utilizând un depanator de kernel. Un program depanator este necesar pentru a obține informații despre apelurile din stivă și poate fi indispensabil în descoperirea cauzei reale a erorii, întrucât informația afișată pe ecran este mult limitată, și poate fi chiar înșelătoare.
Microsoft Windows poate fi configurat să trimită în timp real date de depanare către un depanator de kernel-uri ce rulează pe un calculator separat. (Windows XP permite și depanări de kernel chiar de pe computerul pe care rulează sistemul de operare.) Dacă o eroare "ecran albastru" apare în timp ce un depanator de kernel-uri activ este atașat calculatorului, Windows va opri execuția și va permite depanatorului să intervină, fără să afișeze BSoD. Acest depanator poate fi folosit pentru a examina conținutul memoriei și a descoperi sursa erorii.
Depanatorul poate fi descărcat gratuit de pe situl Microsoft.
Windows include o particularitate care poate fi folosită pentru a cauza în mod manual un Ecran Albastru al Morții. Pentru a o activa, trebuie să introduceți o valoare în registrul sistemului. După aceea, BSoD va apărea când utilizatorul va apăsa SCROLL LOCK de două ori, în timp ce tasta CTRL din dreapta este apăsată. Această particularitate este folositoare pentru a obține conținutul memoriei într-un anumit moment, și din acest motiv este des folosită în depanările blocărilor sistemului.
Culoarea albastră a fost aleasă într-o versiune de Windows NT pentru platforma DEC Alpha, unde culorile consolei nu puteau fi schimbate cu ușurință. Din motive de consistență, albastrul a devenit culoarea pentru erorile Stop pe toate platformele (alpha, i386, mips și ppc).

#### Windows XP
În Windows XP, după ce sistemul se recuperează de la o eroare gravă, un mesaj care indică acest lucru este afișat pe ecran la următoarea pornire a calculatorului. O traducere a acestuia ar fi:
Sistemul s-a recuperat după o eroare serioasă.
Un jurnal al acestei erori a fost creat.
Vă rugăm spuneți companiei Microsoft despre această problemă.
Am creat un raport de eroare pe care dumneavoastră îl puteți trimite la Microsoft pentru a ne ajuta să îmbunătățim Windows. Vom trata raportul de eroare ca fiind confidențial și anonim.
Pentru a vedea ce date conține raportul de eroare, clic aici.

### Windows 9x/Me
Ecranul albastru al morții care are loc în sistemele de operare Windows 95, Windows 98 și Windwos Me raportează erori mai puțin importante dar este mai frecvent. În aceste sisteme de operare, BSoD este modul principal de raportare a erorilor device-urilor utilizatorului. În mod intern se face referință la el cu numele de "_VWIN32_FaultPopup". Un BSoD al Windows-ului 95, 98 sau Me permite utilizatorului să opteze pentru a reporni computerul sau a continua. Totuși, acestea nu indică întotdeauna probleme ce pot fi rezolvate numai prin repornirea computerului și după rularea acestuia sistemul este de obicei inaccesibil sau nu răspunde.
Două motive pentru rularea BSoD-ului ar fi:
- Probleme create de versiuni incompatibile de DLL-uri; aceste erori au loc când Windows încarcă DLL-urile pentru folosiința aplicațiilor. Dacă versiunile sunt schimbate, data viitoare când rulează programul ar avea loc comenzi la care nu se aștepta. Aceste incompatibilități cresc odată cu timpul când DLL-urile sunt înlocuite de altele mai noi la instalarea software-urilor mai noi. DLL-urile "vechi" sunt mai stabile.

- Device-uri de driver scrise greșit sau insuficient sau un hardware stricat pot de asemenea cauza un BSoD. Dacă tocmai ați instalat o nouă piesă de hardware, ați actualizat un driver, ați actualizat sistemul de operare cu puțin timp înainte de a vedea BSoD cercetați aceste cauze.

BSoD-ul poate apărea când utilizatorul scoate un disc amovabil din driver-ul său în timp ce este citit de programe sub Windows 9x/Me. Acesta este des întâlnit când este folosit Microsoft Office: dacă un utilizator vrea să vadă un document, acesta uneori scoate discul din unitate înainte de închiderea aplicației. Microsoft Office creează un fișier temporar în același director iar când documentul va fi închis, Office va încerca să șteargă fișierul temporar de pe discul care nu mai există în unitate. Acest tip de ecrane albastre nu mai există în Windows NT, 2000 și XP. Sub aceste sisteme de operare, "adevăratul" ecran albastru este atunci când întregul sistem de operare înregistrează o eroare.
Traducerea în limba română a BSoD-ului din Windows 9x/Me ar fi:
O excepție inevitabilă a avut loc la... iar aplicația curentă va fi închisă.
* Apăsați orice tastă pentru a închide aplicația curentă.
* Apăsați CTRL-ALT-DEL pentru a reporni computerul. Veți pierde informațiile nesalvate în toate programele deschise.
Apăsați orice tastă pentru a continua.
Traducerea în limba română din Windows 2000 ar fi:
O eroare inevitabilă a avut loc și Windows s-a închis pentru a preveni avarierea sistemului acestui computer.
Dacă aceasta este prima oară când vedeți acest mesaj, reporniți computerul. Dacă acest mesaj apare din nou: aplicați următoarele măsuri:
Fiți sigur(ă) că aveți un spațiu pe disc adecvat. Dacă un driver este identificat în mesajul Stop, deconectați driver-ul și găsiți împreună cu producătorul actualizări de driver. Încercați să schimbați adaptorii video.
Verificați împreună cu vânzătorul de la care ați achiziționat hardware-ul dacă există actualizări pentru BIOS. Dezactivați opțiunile BIOS de memorie cum ar fi "caching"-ul sau umbrirea. Dacă aveți nevoie să utilizați Modul de siguranță pentru a dezactiva sau elimina componente, reporniți compterul și apăsați F8 pentru a selecta opțiunile avansate de start-up, după care alegeți "Safe Mode".

## Ecranul Roșu al Morții
Ecranul Roșu al Morții (Abreviat RSOD), uneori numit "Ecranul Roșu al Blestemului" este numele unui mesaj de eroare care a existat în unele versiuni beta ale celor mai recente versiuni de sisteme de operare create de Microsoft, Windows Vista. A fost adăugat în Beta 1 (Build 5112) a Windows Vista. Poate fi rar găsit și în Windows 98. Ecranul Roșu al Morții a apărut în versiunile de Nume de cod "Memphis". Nu există un RSOD în versiunea curentă de Windows Vista.
Ecranul roșu al morții apărea când aveau loc erori ale încărcătorului de boot. Windows Vista continuă să folosească ecrane albastre ale morții pentru celelalte tipuri de erori.
Ecranul Roșu al morții se poate referi, de asemenea la erorile fatale în versiunile recente de Lotus Notes. Aceste erori nu sunt afișate pe întreg ecranul ca cele din Windows, în schimb sunt niște casete roșii cu borduri negre.
Ecranul roșu al morții poate fi găsit pe Sistemul Atari Jaguar când o eroare de introducere a cartușului are loc. Când acest lucru se petrece, se aude un răget, sigla Jaguar apare iar ecranul își schimbă culoarea din negru în roșu.
Ecranul roșu al morții este prezent și pe consolele PlayStation. Pe PlayStation și pe PlayStation 2, eroarea apare dacă consolele detectează un disc fie necompatibil, fie piratat, sau fie defect. Pe aceste console, Ecranul roșu al morții este însoțit de mesajele ”Please insert PlayStation format disc”, respectiv ”Please insert a PlayStation or a PlayStation 2 format disc”.
Pe PlayStation Portable și pe PlayStation 3, eroarea apare atunci consolele au un ”brick” ( defecțiune gravă a consolei, nemai funcționând deloc). Această eroare este rară, totuși.
De asemenea, pe PSP, exiztă și un BSoD. Apare când fișierul cu setările personalizate de utilizator s-a defectat.

## Afișaj
În mod implicit, afișajul este alb (culoare EGA 0x0F; culoare HTML #FFFFFF) pe un fundal albastru (culoare EGA 0x01; culoare HTML #0000AA) cu informații despre valorile memoriei curente și valorile registrului. Pentru utilizatorii care nu sunt mulțumiți de afișaj, Microsoft a adăugat posibilitatea care permite utilizatorilor să modifice setările din system.ini care controlează culorile în care BSoD este afișat.
Windows 95, 98 și Me utilizează modul de text 80x25. Windows NT utilizează modul de text 80x50. Rezoluția ecranului este 720x400. În XP se utilizează fontul Lucida Console pe când Windows Vista folosește fontul Consolas.

## Înțelegerea BSoD-ului
Fiecare BSoD afișează un mesaj de eroare cum ar fi FILE_SYSTEM dar și un număr ca 0x00000022. Parametrii obișnuiți pentru afișarea BSoD-ului sunt:
număr eroare (parametru, parametru, parametru, parametru) nume eroare
Cunoașterea BSoD-ului ajută la înțelegerea și găsirea cauzei.

## Exemple

### Windows XP
| Technical information:***STOP:0x00000024 (0x00190203, 0x82298ADO, 0xC0000102, 0x00000000)mesaj de eroare text A problem has been detected and Windows has been shut down to prevent damage to your computer. PFN_LIST_CORRUPT If this is the first time you've seen this error screen, restart your computer. If this screen appears again, follow these steps: Check to make sure any new hardware or software is properly installed. If this is a new installation, ask your hardware or software manufacturer for any Windows updates you might need. If problems continue, disable or remove any newly installed hardware or software. Disable BIOS memory options such as caching or shadowing. If you need to use Safe Mode to remove or disable components, restart your computer, press F8 to select Advanced Startup Options, and then select Safe Mode. Technical information: *** STOP: 0x0000004e (0x00000099, 0x00000000, 0x00000000, 0x00000000) Beginning dump of physical memory Physical memory dump complete. Contact your system administrator or technical support group for further assistance. |
| --- |

Alt exemplu:
| mesaj de eroare text A problem has been detected and Windows has been shut down to prevent damage to your computer. An attempt was made to write to read-only memory. If this is the first time you've seen this error screen, restart your computer. If this screen appears again, follow these steps: Check to make sure any new hardware or software is properly installed. If this is a new installation, ask your hardware or software manufacturer for any Windows updates you might need. If problems continue, disable or remove any newly installed hardware or software. Disable BIOS memory options such as caching or shadowing. If you need to use Safe Mode to remove or disable components, restart your computer, press F8 to select Advanced Startup Options, and then select Safe Mode. Technical information: *** STOP: 0X000000BE (0XF90A0905, 0X01CD5121, 0X8055616C, 0X0000000A) - - - NDIS.sys – Address F90A0905 base at F9083000, Datestamp 41107ec3 Beginning dump of physical memory Physical memory dump complete. Contact your system administrator or technical support group for further assistance. |
| --- |

### Windows 2000
| mesaj de eroare text STOP: c000026c {Unable to Load Device Driver} \SystemRoot\System32\Drivers\Fdc.SYS device driver could not be loaded. Error Status was 0xc000012f If this is the first time you've seen this Stop error screen, restart your computer. If this screen appears again, follow these steps: Check to make sure any new hardware or software is properly installed. If this is a new installation, ask your hardware or software manufacturer for any Windows 2000 updates you might need. If problems continue, disable or remove any newly installed hardware or software. Disable BIOS memory options such as caching or shadowing. If you need to use Safe Mode to remove or disable components, restart your computer, press F8 to select Advanced Startup Options, and then select Safe Mode. Refer to your Getting Started manual for more information on troubleshooting Stop errors. |
| --- |

### Windows NT 3/4
| mesaj de eroare text *** STOP: 0x0000000A (0x00000000, 0x00000002, 0x00000000, 8038c510) IRQL_NOT_LESS_OR_EQUAL*** Address 8038c510 has base at 8038c000 - Ntfs.sys CPUID:AuthenticAMD irq1:1f SYSVER 0xf0000565 Dll Base DateStmp - Name 80100000 336546bf - ntoskrnl.exe 80010000 33247f88 - hal.dll 80000100 334d3a53 - atapi.sys 80007000 33248043 - SCSIPORT.SYS 802ab000 33013e6b - epst.mpd 802b5000 336016a2 - Disk.sys 802b9000 336015af - CLASS2.SYS 8038c000 3356d637 - Ntfs.sys 802bd000 33d844be - Floppy.sys 803e4000 33d84553 - viaide.sys f9328000 31ec6c8d - Siwvid.sys f95c9000 31ec6c99 - Null.SYS f9468000 31ed868b - KSecDD.sys f95cb000 335e60cf - Beep.SYS f9348000 335bc82a - i8024prt.sys f95cb000 3373c39d - ctrl2cap.SYS f947c000 31ec6c94 - kbdclass.sys f9474000 3324806f - mouclass.sys f9370000 33248011 - VIDEOPORT.SYS fe9d7000 3370e7b9 - NDIS.SYS f9480000 31ec6c6d - vga.sys f93b0000 332480dd - Msfs.SYS f90f0000 332480d0 - Npfs.sys fe957000 3356da41 - ati.sys a0000000 335157ac - win32k.sys fe914000 334ea144 - ati.dll fe0c9000 335bd30e - Fastfat.SYS fe110000 31ec6c9b - Parport.SYS fe108000 31ec6c9b - Serial.sys f93b4000 31ec7c9d - ParVdm.SYS f9050000 332480ab - Parallel.sys Address dword dump Build [1314] - Name 801afc24 80149905 80149905 ff8e6b8c 80129c2c ff8e6b94 8025c000 - Ntfs.SYS 801afd24 80129c2c 80129c2c ff8e6b94 00000000 ff8e6b94 80100000 - ntoskrnl.exe 801afd34 801240f2 80124f02 ff8e6cf4 ff8e6d60 ff8e6c58 80100000 - ntoskrnl.exe 801afd54 80124a16 80124a16 ff8e6f60 ff8e6c3c 8015ac7e 80100000 - ntoskrnl.exe 801afd64 8015ac7e 8015ac7e ff8e6cf4 ff8e6f60 ff8e6c58 80100000 - ntoskrnl.exe 801afc70 80129bda 80129bda 00000000 80088000 80106f60 80100000 - ntoskrnl.exe Restart and set the recovery options in the system control panel or the /CRASHDEBUG system start option. If this message reappears, contact your system administrator or technical support group. |
| --- |

### Windows 95/98
| mesaj de eroare text Windows A fatal exception 0E has occurred at 0157:BF7FF831 in VXD VMM(01) + 00010E36. The current application will be terminated. * Press any key to terminate the current application. * Press CTRL+ALT+DEL again to restart your computer. You will lose any unsaved information in all applications. Press any key to continue ~ |
| --- |

### Windows Me
| mesaj de eroare text Windows An error has occurred. To continue: Press Enter to return to Windows, or Press CTRL+ALT+DEL to restart your computer. If you do this, you will lose any unsaved information in all open applications. *** Error: 0D : 0157 : 00005ED7 Press any key to continue _ |
| --- |